# Proctarrelabis brunni
Proctarrelabis brunni är en insektsart som beskrevs av Van der Weele 1909. Proctarrelabis brunni ingår i släktet Proctarrelabis och familjen fjärilsländor. Inga underarter finns listade i Catalogue of Life.